# بيرو (ماساتشوستس)
بيرو (بالإنجليزية: Peru, Massachusetts)‏ هي معلم جغرافي تقع في الولايات المتحدة في مقاطعة بيركشاير (ماساتشوستس). يقدر عدد سكانها بـ 847 نسمة ومساحتها 67.4 كم2 وترتفع عن سطح البحر 629 متر.